# Верхняя Тойма (Удмуртия)
Верхняя Тойма — деревня в Алнашском районе Удмуртии, входит в Удмурт-Тоймобашское сельское поселение. Находится в 10 км к северу от села Алнаши и в 79 км к юго-западу от Ижевска.
Население на 1 января 2008 года — 3 человека. В связи с общей убылью населения, при условии достижения нулевой численности населения до 2025 года, планируется упразднение населённого пункта .

## История
На 1 сентября 1955 года починок Верхний Удмурт Тоймобаш числился в Удмурт-Тоймобашском сельсовете.
Постановлением Госсовета УР от 26 октября 2004 года починок Верхняя Тойма Удмурт-Тоймобашского сельсовета был преобразован в деревню Верхняя Тойма. 16 ноября 2004 года Удмурт-Тоймобашский сельсовет был преобразован в муниципальное образование «Удмурт-Тоймобашское» и наделён статусом сельского поселения.